# A.S. Roma Primavera
La Associazione Sportiva Roma Primavera es la organización juvenil de la A. S. Roma. El equipo sub-19 (Primavera) compite actualmente en el Campionato Primavera 1, así como en la Coppa Italia Primavera, y regularmente compite en la competición continental Liga Juvenil de la UEFA.
Roma Primavera ha tenido mucho éxito en los últimos años, ganando el Campionato Nazionale Primavera 8 veces, la Coppa Italia Primavera 5 veces y el Torneo di Viareggio en 3 ocasiones.
Los jugadores que han pasado por las filas de  Roma Primavera incluyen a Bruno Conti, Agostino Di Bartolomei, Giuseppe Giannini,  Daniele De Rossi, Alessandro Florenzi y el excapitán y máxima referencia del club,  Francesco Totti. Alberto De Rossi, padre de Daniele, ha sido entrenador de Roma Primavera desde 2005.

## Estadios
La primera instalación deportiva que usó Roma fue la Motovelodromo Appio, utilizada anteriormente por Alba-Audace. Roma solo jugó la 1927-28 Divisione Nazionale 1927-28 temporada allí hasta que se mudaron a Campo Testaccio la próxima temporada. Campo Testaccio se utilizó entre 1929 y 1940. El equipo se trasladó más tarde al Stadio Nazionale del PNF, donde pasaron 13 años antes de volver a mudarse.
En la temporada 1953-54, los romaníes se trasladaron a la arena olímpica, Estadio Olímpico, que comparte con el Lazio. La arena ha sufrido varios cambios en los últimos años. El cambio más significativo tuvo lugar en los años noventa cuando el Estadio Olímpico fue demolido y luego reconstruido para la Copa Mundial de la FIFA 1990, celebrada en Italia. Los gitanos han jugado casi todas las temporadas desde 1953-54, con excepción de las temporadas 1989-90 debido a la reconstrucción del Stadio Olimpico. Ese año, Roma jugó sus partidos en casa en Stadio Flaminio.
El 30 de diciembre de 2012, el presidente del club romaní James Pallotta anunció la construcción de un nuevo estadio en el área [Tor di Valle] de Roma. El nuevo estadio, Stadio della Roma, tendrá una capacidad de 52.500 espectadores. El 2 de febrero de 2017, Región de Lazio y el alcalde de Roma rechazaron la propuesta de construir un nuevo estadio. Sin embargo, se aprobó más tarde el 24 de febrero después de la revisión final de los ajustes de diseño del estadio. En agosto de 2017, el estadio sufrió otro retraso, obligando a Roma a renovar su contrato de arrendamiento con Stadio Olimpico hasta 2020 . Actualmente no se sabe cuándo se abrirá el estadio. El 5 de diciembre de 2017 el Stadio della Roma proyecto, luego de sufrir cinco años de retrasos debido a intereses en conflicto de varias partes en el gobierno de la ciudad romana, recibió el visto bueno para comenzar la construcción. Está programado para abrir a tiempo para la temporada 2020–21 y reemplazará al Stadio Olimpico como el terreno de Roma.

### Lista de estadios usados por el club
- 1927-1928 Motovelodromo Appio
- 1929-1940 Campo Testaccio
- 1940-1953 Stadio Nazionale del PNF
- 1953- Stadio Olimpico (1989-1990 Stadio Flaminio due to renovations on Olimpico)

### Trigoria
Un centro deportivo ubicado en Trigoria en el kilómetro 3600 en el sureste de Roma fue comprado el 22 de julio de 1977 por el entonces presidente del club Gaetano Anzalone. Se inauguró el 23 de julio de 1979 como el acto final de Anzalone como presidente. El complejo tuvo su primera expansión en 1984 cuando el club fue manejado por Dino Viola y otro en 1998 bajo la presidencia de Franco Sensi. El nombre oficial del centro es Fulvio Bernardini di Trigoria, que lleva el nombre del icono del club Fulvio Bernardini .
El centro también es conocido por albergar a la Selección Nacional de Argentina durante la Copa Mundial de la FIFA 1990, celebrada en Italia

## Impacto futbolístico
El club se ha destacado por ser una de las mejores canteras en el fútbol italiano, donde ya mencionados los futbolistas destacados, es cuna de otras estrellas que si bien no han brillado han logrado demostrar un gran nivel futbolístico.

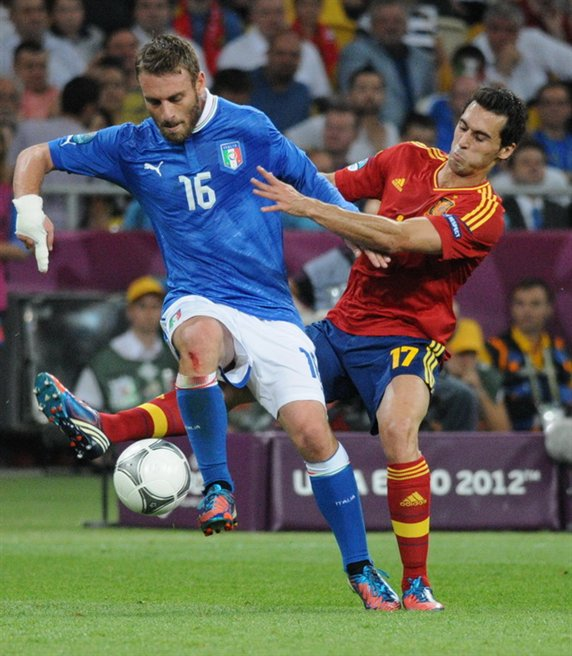
Daniele De Rossi, jugador de la Roma desde 2001 hasta 2019

## Fichajes históricos

### Fichajes más costosos
La A.S. Roma ha apostado durante largos años a fortalecer su equipo primavera y de igual forma financia diversos fichajes que han sido requeridos para darle un valor positivo a la institución, dentro de estos fichajes se puede mencionar los que han resultado ser de mayor valor son los siguientes:
| Fichajes históricos |           |      |            |
| Jugador             | Posición  | Año  | Valor      |
| Nemanja Radonjic    | Extremo   | 2013 | €1 040 000 |
| Zan Celar           | Delantero | 2017 | €1 000     |
| Rezan Corlu         | Volante   | 2017 | €600 000   |
| Valmir Berisha      | Delantero | 2014 | €500 000   |
| Ruben Providence    | Extremo   | 2019 | €500 000   |

### Ventas más costosas
De igual manera la institución primavera ha ayudado económicamente al equipo romano, donde han realizado venta de distintos de sus estadartes que han apoyado a que la A.S. Roma a financiar otros fichajes para el primer equipo, además de las ventas realizadas por la A.S. Roma Primavera algo de dinero es retenido por el club para ser re invertido en nuevos jugadores. La lista de las ventas más altas realizadas por el club es la siguiente:
| Ventas históricos   |                |      |            |
| Jugador             | Posición       | Año  | Venta      |
| Lorenzo Pellegrini  | Centrocampista | 2015 | €1 250 000 |
| Emanuele Ndoj       | Centrocampista | 2015 | €1 200 000 |
| Alessandro Florenzi | Defensa        | 2012 | €700 000   |
| Denis Boshnjaku     | Delantero      | 2005 | €550 000   |
| Luca Antei          | Defensa        | 2012 | €250 000   |

## Palmarés
| Tipo      | Competición                    | Títulos | Temporada/año                                                          |
| --------- | ------------------------------ | ------- | ---------------------------------------------------------------------- |
| Domestic  | Campionato Nazionale Primavera | 8       | 1972–73, 1973–74, 1977–78, 1983–84, 1989–90, 2004–05, 2010–11, 2015–16 |
| Domestic  | Copa Italia Primavera          | 5       | 1974, 1975, 1994, 2012, 2017                                           |
| Domestic  | Supercoppa Primavera           | 2       | 2012, 2016                                                             |
| Worldwide | Copa Italia Primavera          | 3       | 1981, 1983, 1991                                                       |

## Equipo

### Altas 2020/21
| Altas              |          |                      |               |         |
| Jugador            | Posición | Procedencia          | Tipo          | Costo   |
| Amir Feratovic     | Defensa  | NK Bravo             | Transferencia | 0       |
| Javier Vicario     | Defensa  | Numancia C. F.       | Transferencia | 0       |
| Suf Podgoreanu     | Atacante | Maccabi Haifa F. C.  | Transferencia | 100.000 |
| Salvatore Pezzella | Volante  | Modena Football Club | Fin Cesion    | 0       |

### Bajas 2020/21
| Bajas          |               |                       |          |       |
| Jugador        | Posición      | Destino               | Tipo     | Cobro |
| Stefano Parodi | Defensa       | US Città di Pontedera | Traspaso | 0     |
| Keres Masangu  | Mediocampista | K Beerschot VAC       | Traspaso | 0     |

### Jugadores cedidos 2020/21
| Cesiones           |               |                                   |                         |                     |
| Jugador            | Posición      | Cedido a                          | Inicio de cesión        | Fin de cesión       |
| Matteo Cardinali   | Portero       | Matelica Calcio                   | 4 de septiembre de 2020 | 30 de junio de 2021 |
| Zakaria Sdaigui    | Volante       | Associazione Sportiva Gubbio 1910 | 24 de agosto de 2020    | 30 de junio de 2021 |
| Gennaro Nigro      | Portero       | Potenza Calcio                    | 30 de agosto de 2020    | 30 de junio de 2021 |
| Ludovic D'orazio   | Extremo       | FeralpiSalò                       | 1 de septiembre de 2020 | 30 de junio de 2021 |
| Salvatore Pezzella | Mediocampista | Reggina 1914                      | 21 de agosto de 2020    | 30 de junio de 2021 |

## Jugadores ascendidos

### 2021-2022
| Ascenso |               |               |         |
| Dorsal  | Jugador       | Posición      | Equipo  |
| 63      | Pietro Boer   | Portero       | AS Roma |
| 65      | Filippo Tripi | Mediocampista | AS Roma |

## Jugadores destacados
- Bruno Conti
- Francesco Totti
- Daniele De Rossi
- Alberto Aquilani
- Alessandro Florenzi

## Clubes asociados
Como. El sector juvenil romano está asociado con muchos clubes y escuelas de fútbol en el área local, así como en toda Italia y en el extranjero. En particular, la Escuela de Fútbol Totti, L'Aquila y el lado de la Serie D, F.C. Rieti, cuyo estadio local es Stadio Centro d'Italia - Manlio Scopigno es utilizado por el Primavera para partidos selectos, incluida la Liga Juvenil de la UEFA. [1]